# Lycenchelys callista
Lycenchelys callista és una espècie de peix de la família dels zoàrcids i de l'ordre dels perciformes.

## Morfologia
- Els mascles poden assolir 20,3 cm de longitud total.
- Nombre de vèrtebres: 126-136.[4]

## Alimentació
Menja bivalves, gastròpodes i crustacis.

## Hàbitat
És un peix marí i d'aigües profundes que viu entre 1.200-1.830 m de fondària.

## Distribució geogràfica
Es troba al Pacífic oriental: els Estats Units.

## Observacions
És inofensiu per als humans.